# Dactylorhiza pontica
Dactylorhiza pontica là một loài thực vật có hoa trong họ Lan. Loài này được (Kohlmüller) P.Delforge mô tả khoa học đầu tiên năm 2000.